# Chauveaua nahuelhuapiensis
Genre
Espèce
Chauveaua nahuelhuapiensis, unique représentant du genre Chauveaua, est une espèce d'opilions laniatores de la famille des Gonyleptidae.

## Distribution
Cette espèce est endémique de la province de Río Negro en Argentine. Elle se rencontre vers le lac Nahuel Huapi.

## Description
La femelle holotype mesure 5 mm.

## Étymologie
Ce genre est nommé en l'honneur d'Eduardo Chauveau.
Son nom d'espèce, composé de nahuelhuapi et du suffixe latin -ensis, « qui vit dans, qui habite », lui a été donné en référence au lieu de sa découverte, le lac Nahuel Huapi.

## Publication originale
- Canals, 1939 : « Nuevos Opiliones de la Argentina. » Notas del Museo de La Plata, Zoología, vol. 4, p. 143–156.